# Dryobotodes europaea
Dryobotodes europaea är en fjärilsart som beskrevs av Rudolf Pinker 1976. Dryobotodes europaea ingår i släktet Dryobotodes och familjen nattflyn. Inga underarter finns listade i Catalogue of Life.